# Književnost u 1976.
◄◄ | ◄ | 1973. | 1974. | 1975. | 1976.  | 1977. | 1978. | 1979. | ► | ►►
Arhitektura • Astronautika • Astronomija • Biologija • Film • Fotografija • Glazba • Kazalište • Kemija • Kiparstvo • Knjige • Književnost • Kršćanstvo • Meteorologija • Medicina • Planinarstvo • Politika • Pravo • Promet • Slikarstvo • Strip • Šport • Televizija • Znanost • Zrakoplovstvo • Željeznički promet
Književnost u 1976.

## Svijet

### Nagrade i priznanja
- Nobelova nagrada za književnost:

### Smrti
- 12. siječnja – Agatha Christie, britanska spisateljica kriminalističkih romana (* 1890.)

## Vanjske poveznice
|  | Zajednički poslužitelj ima još gradiva o temi Književnost u 1976. |